# Zyginama merita
Zyginama merita är en insektsart som först beskrevs av Beamer 1932.  Zyginama merita ingår i släktet Zyginama och familjen dvärgstritar. Inga underarter finns listade i Catalogue of Life.